# Ꝥ
Ꝥ (gemenform: ꝥ) är den latinska bokstaven Þ med ett streck genom sin övre del. Ꝥ användes i fornengelska och fornnordiska under medeltiden. I fornengelska var den ett förkortningstecken för ordet "þæt" ("det" i modern svenska). I fornnordiska använde man den för att förkorta flera ord, däribland "þor-", "-ðan" i síðan, "þat", "þæt" och "þess".